# Wereldwonderen

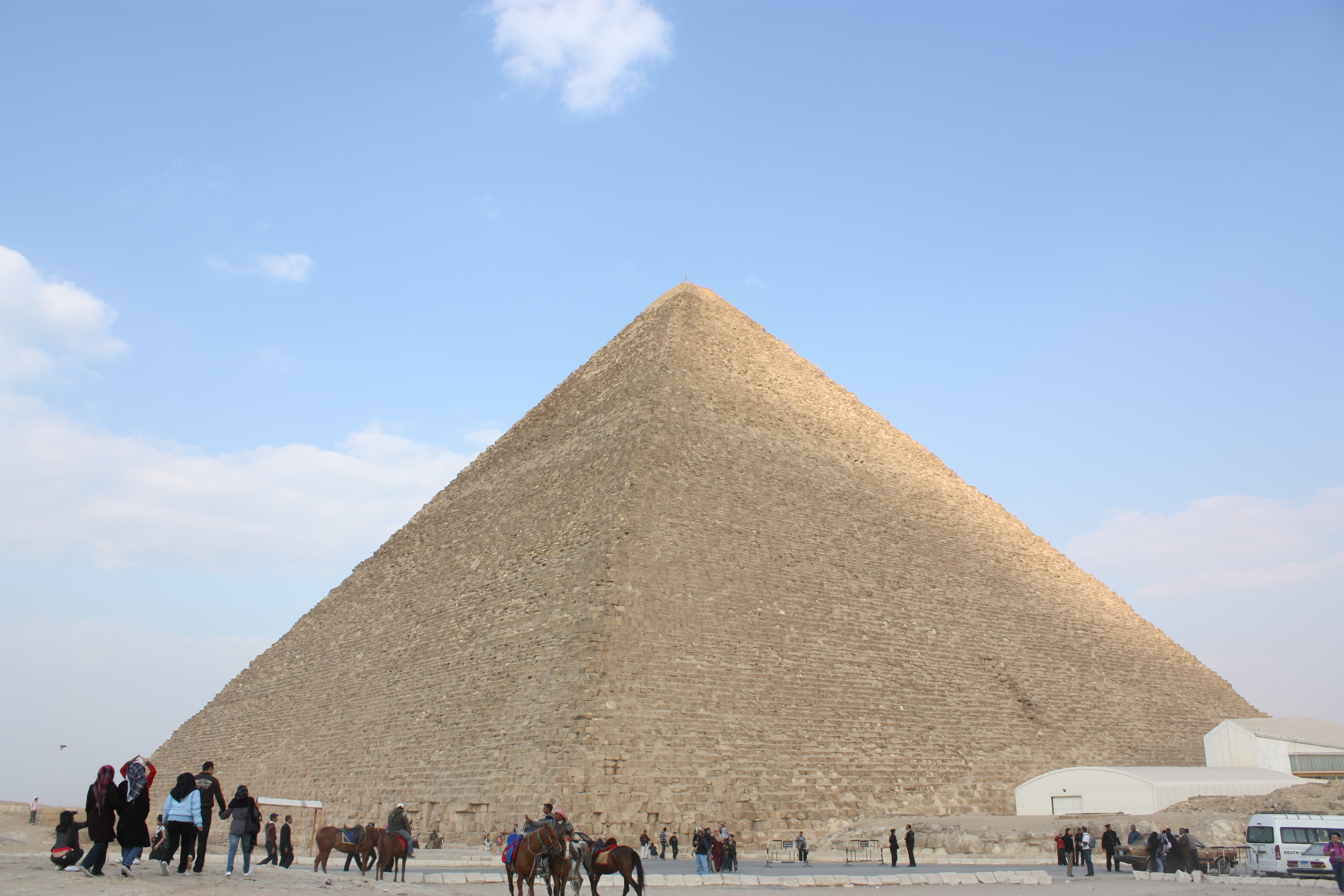
De Piramide van Cheops, het enige van de oorspronkelijke 'zeven wereldwonderen' dat nog overeind staat

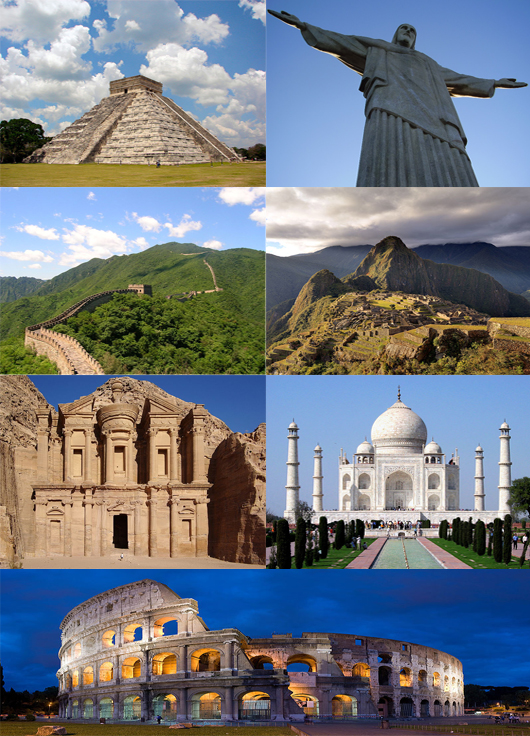
De New7Wonders of the World, van boven naar beneden en links naar rechts: Chichén Itzá (Mexico), Cristo Redentor (Brazilië), Chinese Muur (China), Machu Picchu (Peru), Rotswoningen in Petra (Jordanië), Taj Mahal (India) en Colosseum (Italië).

Wereldwonderen is een benaming voor opmerkelijke natuurlijke of door de mens geconstrueerde bouwwerken of gebieden, die door diverse instanties of personen worden onderscheiden.
De wereldwonderen worden meestal niet afzonderlijk benoemd, maar gepresenteerd in een overzicht van zeven bouwwerken of gebieden, de "zeven wereldwonderen". Een bekende en meest gebruikte lijst is die van de Griek Antipater van Sidon, die rond 140 voor Christus leefde. Hij noemde zeven bouwwerken op zijn lijst, waarna het gebruikelijk werd om dit aantal voor toekomstige lijsten aan te houden.
Van Antipaters wereldwonderen bestaat alleen de Piramide van Cheops nog. Deels om die reden hebben verschillende auteurs in de loop van de tijd aangepaste lijsten opgesteld. Daarnaast ontstonden specifiekere lijsten met bijvoorbeeld de (bouwkundige) wereldwonderen van de Middeleeuwen of van de moderne tijd, evenals lijsten met natuurlijke wereldwonderen. De New7Wonders Foundation nam begin 21e eeuw het initiatief om met verkiezingen via internet nieuwe wereldwonderen vast te stellen, de New7Wonders of the World (2007) en New7Wonders of Nature (2011). Daarnaast bestaan er overzichten per land of stad, die door nationale overheden of particuliere organisaties worden opgesteld. Enkele van deze lijsten staan hieronder opgesomd.

## Achtste wereldwonder
Toen de faam van de zeven wereldwonderen eenmaal gevestigd was, kwam het idee op om andere bezienswaardigheden ermee te vergelijken. Mogelijk was Gregorius van Nazianze (4e eeuw na Chr.) de eerste die het had over wereldwonder’, in een epigram over een groot grafmonument. Hij greep daarmee terug op een al langer bestaande traditie om iets toe te voegen aan reeds bekende rijtjes (bijv. de tiende Muze of de vierde Gratie). Dit kon uitdrukken dat de bestaande, bij iedere ontwikkelde Griek bekende elementen werden geëvenaard of zelfs overtroffen. Zo schreef Martialis in 80 na Chr. dat het Colosseum de oude zeven wereldwonderen deed verbleken. Cassiodorus noemde in de zesde eeuw de complete stad Rome een 'wonder' dat het oude zevental overtrof. Een anonieme auteur uit de Byzantijnse tijd noemde de Hagia Sophia in Constantinopel het achtste wereldwonder.
In de zestiende eeuw pakten Huijgens en Vondel deze traditie op. Zij betitelden beiden het Stadhuis op de Dam als ‘achtste (wereld)wonder’. Andere Nederlanders namen deze benaming in de loop van de eeuwen over. In dezelfde tijd als het Amsterdamse stadhuis kwam ook de hertogelijke bibliotheek van Wolfenbüttel zo bekend te staan. Ook verschillende andere bezienswaardigheden zijn in de eeuwen daarna betiteld als 'achtste wereldwonder'. Naast menselijke objecten zoals de Taj Mahal, Angkor Wat en het Chinese Terracottaleger ook modernere constructies, bijzondere landschappen zoals Milford Sound in Nieuw-Zeeland (aldus Rudyard Kipling), onstoffelijke zaken en zelfs (wellicht schertsend) mensen.

## Overzicht
- Zeven wereldwonderen van de antieke wereld, opmerkelijke constructies uit de klassieke oudheid.
- New7Wonders of the World (2007), een recent opgestelde lijst van zeven wereldwonderen, door de New7Wonders Foundation
- New7Wonders of Nature (2011), een recent opgestelde lijst van zeven natuurwonderen, ook opgesteld door de New7Wonders Foundation
- De moderne zeven wereldwonderen volgens de American Society of Civil Engineers.

### Nationale en subnationale wonderen
- Zeven wonderen van België (beeldende kunst)
  - In de Belgische stad Leuven kent men de Zeven wonderen van Leuven
- Zeven wonderen van Canada (natuurschoon, cultureel erfgoed en gebouwen)
  - Zie ook: Zeven wonderen van Newfoundland en Labrador
- Zeven wonderen van Colombia (gebouwen en archeologisch erfgoed)
- Zeven wonderen van India (gebouwen en een standbeeld)
- Zeven wonderen van Polen (bouwwerken)
- Zeven wonderen van Portugal (architectuur)
- Zeven wonderen van Roemenië (gescheiden lijsten voor natuurschoon en door de mens gemaakte objecten)
- Zeven wonderen van Rusland (natuurschoon en bouwwerken)
- Zeven wonderen van Servië (gescheiden lijsten voor natuurschoon en door de mens gemaakte objecten)
- Zeven wonderen van Oekraïne (gescheiden lijsten voor cultuurhistorische monumenten, natuurschoon, mooie routes en kastelen)
- Zeven wonderen van Wales (natuurschoon en gebouwen)